# Seda de araña

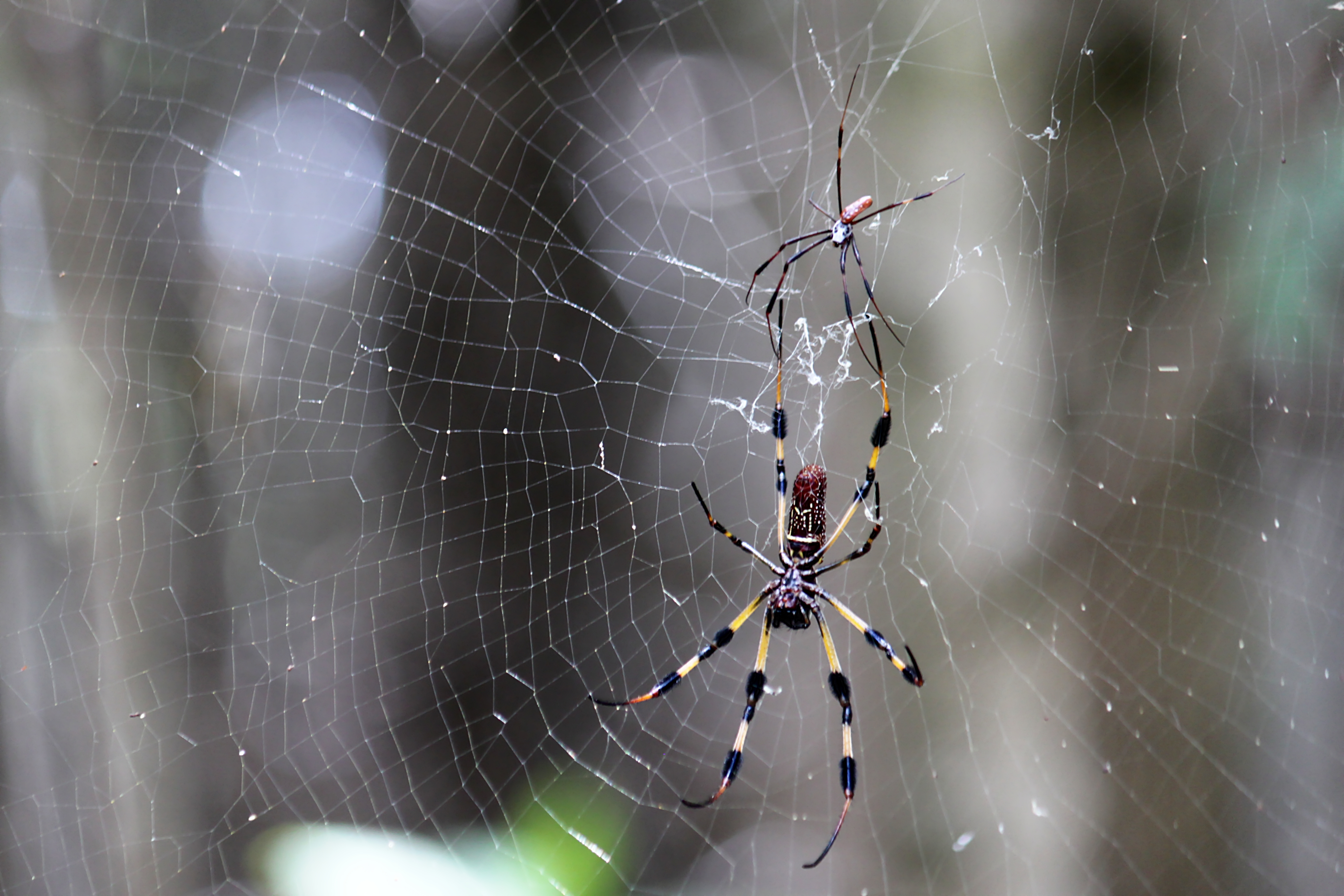
Tela de araña de una especie del género Nephila.

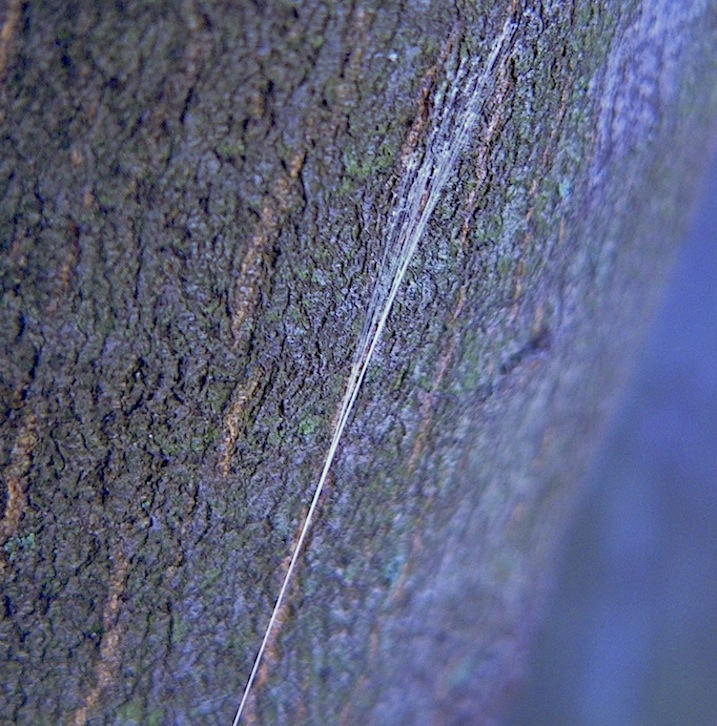
Detalle del anclaje de una maroma de seda de una araña orbitelar a un árbol y en el que se aprecia la composición multifibrilar del hilo

La seda de araña, tela de araña o telaraña es una fibra proteica  hilada naturalmente por arañas. Las arañas la emplean para desarrollar redes de caza o telarañas, nidos, protecciones para sus huevos o incluso para transportarse por el aire a modo de parapente. Gracias a esta forma de transporte, algunos marineros han informado de la presencia de arañas entre sus velas después de haber zarpado, incluso a distancias de 1600 km mar adentro. También se han hallado en globos atmosféricos en sus tareas de análisis de la atmósfera a altitudes algo inferiores a 5000 m. (véase "Vuelo arácnido (Ballooning)")

En algunas especies también se ha observado que en ocasiones especiales la seda de araña puede utilizarse como sustento alimenticio para la propia especie.
Actualmente existe un gran interés en determinar la relación que existe entre la composición y la estructura química de la seda de araña con el fin de desarrollar materiales que posean propiedades mecánicas como el POL o similares, así como en lograr un método aplicable industrialmente para producir seda con fines tales como la ingeniería de tejidos.

## Composición química

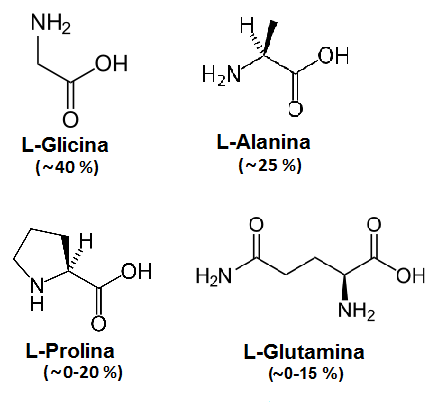
Aminoácidos predominantes en las sedas de araña. Existen variaciones notables entre diferentes sedas, tanto dentro de la misma especie como entre diferentes especies.

La composición química elemental de la seda de araña, como en el resto de biomoléculas orgánicas, consiste fundamentalmente en carbono (C), hidrógeno (H), oxígeno (O) y nitrógeno (N). Sin embargo gracias a las posibilidades de la química orgánica y procesos bioquímicos desarrollados a lo largo de la evolución de las especies, con los mismos elementos pueden desarrollarse materiales y tejidos con propiedades diferentes. Aunque la composición química varía de una especie a otra e incluso dentro de la misma especie en función de la finalidad de la seda, la proporción mayoritaria de aminoácidos la comprenden la glicina (~10-40%), la alanina (~18-30%),,, y diferentes proporciones de prolina (~0-20%), según la especie, así como proporciones variadas de otros aminoácidos como serina, glutamina y tirosina, siempre según tipo de seda y especie. También aparecen trazas de glúcidos, lípidos, compuestos iónicos y algunos pigmentos.

Los aminoácidos se unen entre sí mediante enlaces peptídicos, formando cadenas proteicas o proteínas. Las proteínas que forman la seda de araña se denominan espidroínas (spidroins en lengua inglesa, derivado de spider, araña). Se han identificado en las sedas de araña al menos dos clases de espidroínas diferenciadas que se denominan espidroína-1 y espidroína-2.
Proporciones de alanina y glicina presentes en las distintas sedas secretadas por las arañas Araneus diadematus,.:----

## Estructura

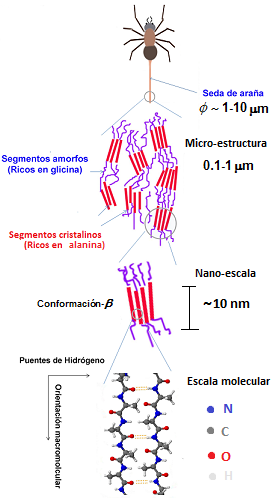
Esquema de la estructura de la seda de araña. Desde la fibra hasta la escala atómica, pasando por su microestructura y la escala nanométrica

Como muchas otras proteínas funcionales presentes en los seres vivos las de las sedas de araña se caracterizan por tres niveles estructurales, principalmente. El primero o "estructura primaria" se refiere a la secuencia polipeptídica característica de cada proteína, en la que los distintos aminoácidos están unidos entre sí por enlaces peptídicos. El segundo nivel, "estructura secundaria", hace referencia a la conformación que adquieren estas cadenas polipeptídicas en el espacio y se caracteriza por asociaciones intramoleculares de tipo enlace de hidrógeno. La "estructura terciaria" hace referencia a la interacción y disposición entre las subestructuras secundarias.
En cuanto a la estructura primaria de la seda de araña, como se ha comentado con anterioridad, en la secuencia de aminoácidos predominan la alanina y la glicina. La masa molecular de las cadenas puede oscilar entre 200  y 700 kDa. Este valor es considerablemente alto en comparación con otras proteínas comunes. También la complejidad de desarrollar proteínas sintéticas de tan elevado tamaño ha sido motivo de estudio de los mecanismos empleados por las arañas para sintetizar macromoléculas polipeptídicas de semejante masa molecular sin que coagulen debido a interacciones intramoleculares de tipo puente de hidrógeno, demostrándose que en el caso de las arañas se debe a su capacidad de ajustar el pH durante su procesado.
 La estructura primaria de la seda varía notablemente dependiendo del tipo de funcionalidad a desarrollar (véase Biodiversidad>Tipos). Así la seda de las telas de araña radiales está compuesta de dos tipos de proteínas, espidroína-1 (MaSp1) y espidroína-2 (MaSp2), donde "Ma" hace referencia a la glándula que las secreta (ampulácea mayor, "major ampullate") y "Sp" a la fibroína (espidroína, proveniente de la contracción de "spider fibroin").
A continuación se muestra un ejemplo de la estructura primaria (con secuencia repetitiva) para las espidroínas MaSp1 de las sedas radiales de las arañas Nephilia clavipes y Nephilia inaurata madagascariensis así como un modelo secuencial desarrollado para la MaSp1.
La seda de araña tiene varias estructuras secundarias debido a los distintos bloques de aminoácidos que la conforman. Los bloques ricos en alanina forman estructuras secundarias de tipo lámina β, en las que las cadenas están fuertemente asociadas por puentes de hidrógeno, generando bloques muy cristalinos, es decir, de estructura regular. Estas estructuras secundarias o cristalitos se encuentran además orientadas según el eje de la fibra. Además existen otras regiones en las que los bloques ricos en glicina forman una estructura menos regular, o "amorfa", con la presencia, según algunos autores, de estructuras helicoidales y de tipo hélice α,.
La presencia, pues, de regiones altamente cristalinas combinadas con regiones más amorfas, da lugar a la estructura terciaria a la que se considera responsable de que la seda de araña presente tan notables propiedades mecánicas. Por un lado la región cristalina, con dominios orientados en la dirección de la fibra, sería capaz de soportar grandes tensiones mecánicas distribuidas entre cadenas por la gran abundancia de enlaces de hidrógeno, mientras que la región amorfa sería susceptible de deformarse en cierta medida, proporcionando extensibilidad al material. La combinación de ambas propiedades justifica, según este modelo, que la seda de araña sea deformable pero muy resistente a la vez, por la combinación de dos propiedades que normalmente son excluyentes entre sí.

### Relación entre estructura y propiedades
Debido a la gran cantidad de sedas y de especies de arañas, así como los numerosos factores que influyen en las propiedades mecánicas (humedad, secuencia de aminoácidos, condiciones de hilado y post-estirado, etc.) es aún incompleta la explicación de cómo la composición (secuencia de aminoácidos) determina las propiedades mecánicas.,, Sin embargo, los análisis tanto de sedas estructurales (ampulácea mayor) como de captura (flageliforme) indican la presencia repetitiva de unidades con ciertas características morfológicas. Así, los oligopéptidos con secuencia (GA)n/(A)n tienden a formar estructuras cristalinas de tipo lámina β., Las estructuras de las secuencias GPGGX/GPGQQ y GGX no son definitivas, pero muchos autores las asocian con un carácter más amorfo, que proporciona elasticidad. Algunos autores defienden que las secuencias del tipo GPGGX o GGX se pliegan en estructuras β generando espirales β.,

## Biodiversidad

### Tipos
La diversidad de las sedas de araña es generalmente muy superior a la generada por otros insectos como por ejemplo los gusanos de la seda, los cuales en la mayoría de los casos producen la seda con fines únicamente reproductivos, y en particular para la elaboración de huevos. Por el contrario, las arañas han desarrollado a lo largo de la evolución la capacidad de producir distintas clases de seda adaptadas a su funcionalidad final. Cabe mencionar que actualmente se conocen más de 34.000 especies diferentes de arañas entre las cuales el 50% emplea la seda para capturar presas. Además se conocen más de 130 formas diferentes de telaraña. Entre las telarañas más estudiadas se encuentran aquellas de las que las arañas se cuelgan. Un ejemplo de estas es la araña europea típica de jardín, Araneus diadematus.
Se ha encontrado que estas arañas pueden producir hasta siete tipos diferentes de seda empleando siete glándulas diferenciadas situadas en la parte posterior de su abdomen. Los radios y parte de los marcos de las telas suelen estar formados por sedas producidas en la glándula ampulácea mayor, que contienen dos tipos de proteínas (espidroína 1 y espidroína 2) y se caracterizan por su rigidez y resistencia. Las arañas se desplazan por ellas cuando arrastran alguna de sus presas, aprovechando su mayor resistencia y rigidez. La seda que forma las espirales transversales está compuesta por una fibra menos rígida, más elástica y deformable, pero no tan resistente como las radiales. Está diseñada para que los insectos en lugar de rebotar se queden adheridos, debido a la gran deformabilidad de la seda. Estas sedas son producidas en las glándulas flageliformes y solo presentan un tipo de espidroína. La seda que forma las espirales auxiliares se genera en las glándulas ampuláceas menores y se utilizan como armazón a la hora de preparar las telas de araña antes de la generación de la seda de captura radial. Las arañas producen también una seda de tipo "mortero" que emplean en las juntas entre sedas de captura y sedas radiales. Esta seda se produce en la glándula piriforme.
Para lograr mayor seguridad en las capturas, las arañas además producen en la glándula agregada una seda con carácter adhesivo, con elevado contenido de agua, que emplean para recubrir la seda de captura. Finalmente, en las glándulas "cilíndrica" y "aciniforme" respectivamente las arañas suelen producir dos sedas más para recubrir exteriormente e interiormente los huevos de su descendencia.

### Funciones
La importancia de la seda para las arañas se ve reflejada en el gran número de funciones que realizan y en la capacidad desarrollada a lo largo de millones de años de evolución para sintetizarlas. Muchas especies de arañas son capaces de sintetizar hasta siete tipos diferentes de sedas cada una para funciones distintas.

| Función                                                | Ejemplos | Referencias |
| ------------------------------------------------------ | --- | ----------- |
| Caza                                                   | - Telarañas tubulares, telarañas comunes, etc. - "Pesca" de mariposas por las arañas boleadoras, Mastophora diablo (véase video). | ,           |
| Inmovilización y momificación de presa                 | La seda de glándulas aciniformes la emplean para inmovilizar presas que devoran con posterioridad. Algunas especies combinan la seda con veneno durante la momificación (véase video). Otras especies como los ulobóridos, al no tener veneno, inmovilizan rápidamente a sus presas y vierten sus jugos gástricos directamente sobre ellas. | ,           |
| Reproducción                                           | - Los machos recubren las telas con esperma. - Los huevos se recubren de seda protectora. - Algunas especies dejan sobre las telas rastros con feromonas para atraer al sexo opuesto. | ,           |
| Alimento                                               | - Las arañas consumen habitualmente su propia seda cuando escasean las presas. - En algunas especies se ha observado también un comportamiento cleptoparásito, en el que algunas arañas invasoras se comen la seda de la araña huésped. | [ 46 ]      |
| Construcción de nidos                                  | Nidos tubulares en cuyo fondo se cobija la araña, empleando los propios hilos de seda como paredes. Los hilos de seda también cumplen la función de transmitir a la araña la presencia de algún intruso mediante sus vibraciones. | [ 47 ]      |
| Campana de buceo (nido bajo el agua)                   | La araña de agua (Argyroneta aquatica) es una de las pocas especies de araña que vive permanente bajo el agua. Esta araña respira aire como las demás y para ello fabrica a base de seda una cámara de aire de tipo "campana de buceo", que sujeta a plantas acuáticas. Posteriormente la llena con aire que capta de la superficie y arrastra hasta allí. (véase video) | ,           |
| Guías                                                  | Algunas arañas al salir de sus nidos liberan una guía de seda para apoyarse en ella a la hora de retornar al hogar | [ 45 ]      |
| Cuerdas "de escalada"                                  | Algunas arañas, por ejemplo las arañas saltadoras (Salticidae), aunque no emplean la seda para construir nidos sí la emplean como cuerda de seguridad para caminar en superficies invertidas. Otras arañas se dejan caer de determinados lugares empleando un hilo de seda, por el que retornar con posterioridad. | ,           |
| "Tiendas de campaña"                                   | Algunas arañas, como las saltadoras, aunque no usan precisamente la seda para la construcción de sus nidos, sí emplean la seda para hacer refugios temporales en caso de tormenta, para pasar una noche o parte del invierno. También acumulan sus huevos en ellos. | [ 40 ]      |
| Dispersión y transporte aéreo (véase "vuelo arácnido") | Algunas arañas lanzan la seda hacia arriba, en momentos de ligera brisa, hasta conseguir cierta superficie que les ayuda a despegar (a modo de parapente) y transportarse volando hasta otros territorios. En inglés este tipo de función se denomina "ballooning" (de montar en globo). Esta técnica también la emplean ciertos gusanos y ácaros. | ,           |
| "Puertas" para madrigueras                             | Algunas arañas, como las de los géneros Liphistiidae y Nemesiidae, hacen madrigueras bajo tierra e instalan una fina tapadera de seda en la superficie. | ,           |
| "Sensores" de movimiento                               | - Muchas arañas ocultas en sus nidos o situadas en otros lugares de sus redes detectan la presencia de merodeadores a través de las vibraciones transmitidas a lo largo de los hilos de seda. Algunas especies como la Liphistius desultor tienden a la salida de sus madrigueras una red radial de seda que transmite el movimiento hacia el interior de la madriguera. - También se han observado arañas que a través de sus sedas son capaces de detectar sonidos como los del piano, atribuyéndose esta cualidad a la utilidad de la seda en la detección de insectos a partir de sus zumbidos. | ,           |

### Sedas, filogenia y evolución
Para entender la evolución de las arañas es necesario entender la evolución de sus sistemas productores de seda. A la vez una forma de explorar la evolución de la seda de araña es trazar la relación entre los diferentes tipos de seda, su estructura molecular, las glándulas donde se producen y la filogenia existente entre las diferentes especies productoras de seda. De la misma manera el estudio molecular (secuenciación de aminoácidos) de distintas sedas se considera una posible manera de relacionar distintas especies de arañas entre sí y estudiar su diferente evolución., El número de sedas producidas por las arañas, su fisiología y sus sistemas productores de seda parecen correlacionar con la filogenia de las arañas. 

Se han propuesto cinco hipótesis para explicar la diversidad y evolución de las sedas hiladas por las arañas orbitelares (aquellas que construyen telarañas suspendidas en el aire):
(1) Variaciones genéticas al azar.

(2) Selección hacia la eficiencia sintética.,,

(3) Selección hacia propiedades mecánicas tales como resistencia y elasticidad.,,,

(4) Selección hacia una reducción en reflectancia y visibilidad por parte de las presas.

(5) Selección hacia el aprovechamiento de los aminoácidos presentes en la dieta de las arañas.
Ninguna de estas hipótesis excluye a las demás. Así es muy probable que la secuencia observada de aminoácidos sea el resultado de duplicaciones o eliminaciones erróneas del ADN al azar (hipótesis 1) que, en algunos casos, han dado lugar a sedas con buenas propiedades (hipótesis 2, 3 y 4) y que éstas hayan afectado en la efectividad de caza, la abundancia y calidad de las presas y por lo tanto en la variedad de aminoácidos presentes en sus dietas (hipótesis 5).

## Propiedades mecánicas

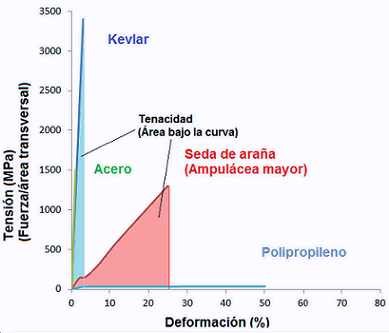
Comparación entre la curva de Tensión-Deformación de la seda de araña (Ampulácea Mayor) con otros materiales ingenieriles. Visualización del concepto de tenacidad

Aunque cada tipo de seda tiene propiedades mecánicas diferentes, dependiendo de su funcionalidad y especie, se puede considerar que en la mayoría de los casos las propiedades mecánicas de las sedas de araña son asombrosas desde el punto de vista ingenieril. Presentan en todos los casos una combinación excepcional de resistencia a la rotura y extensibilidad, y por lo tanto de tenacidad.
Un error comúnmente difundido en los medios de comunicación es su comparación con el acero. La seda de araña presenta resistencia similar a la del acero, pero no superior. Sin embargo, considerando la densidad de ambos materiales (la seda 1,3 g cm−3 y el acero 7,8 g cm−3) y tomando la misma cantidad de material, la seda es unas cinco veces más resistente por unidad de masa.
El Kevlar —poli(para-fenileno-tereftalamida)— es más resistente que el acero y la seda. La seda de araña, sin embargo, con una resistencia análoga a la del acero, admite deformaciones en torno a 10 veces superiores (30%). Ello hace que para su deformación se requieran grandes cantidades de energía mecánica. Esto se cuantifica mediante el concepto de tenacidad (área bajo la curva tensión-deformación), donde la seda de araña es el paradigma de todos los materiales.

### Rigidez (módulo de elasticidad)
La rigidez de la seda ampulácea mayor varía dependiendo de la especie,  y la velocidad de post-estirado.
La seda ampulácea mayor (la más atractiva desde el punto de vista ingenieril) tiene normalmente módulos de elasticidad de entre 3 y 10 GPa.  Esto, aun siendo menor que en el kevlar (~130 GPa) o el acero (~200 GPa)  supone un valor muy superior al de muchos materiales plásticos actuales, como el polipropileno (~ 1GPa).

### Límite elástico
El límite elástico varía asimismo en función de la seda y de la especie, así como de otros factores como el pre-estirado o la humedad. No obstante, el límite elástico suele estar en torno al 3-5% de deformación y 200-800 MPa de tensión.

### Resistencia
En el caso de la seda ampulácea mayor (la más estudiada y más resistente de todas ellas) la resistencia a la tracción suele ser de 0,6 a 1,5 GPa (600-1500 MPa). La resistencia varía con la velocidad de hilado de las sedas. Las propiedades de la seda ampulácea mayor, como las demás, varía dependiendo de la especie (por ejemplo: Deinopis spinosa 1,3 GPa, Hyptiotes cavatus 1,8 GPa o Uloborus diversas 1,4 GPa; todas ellas ensayadas a 1%/s). 

De esta manera la seda ampulácea presenta resistencia comparable (y en algunos casos superior) a muchos aceros, y en torno a la mitad de las de poliaramidas como el Kevlar, el Twaron, el Terlon o la fibra Armos (esta última es una fibra heterocíclica).,

### Deformación a rotura
La seda ampulácea mayor suele romper en torno al 20 o 35% de su longitud total inicial., La seda flageliforme (espiral de captura), por el contrario, presenta deformaciones mayores que oscilan entre 60 y 180% de su longitud total e incluso 270% en algunos casos como en Araneus diadematus.

### Tenacidad
Debido a la combinación de resistencia y deformación a rotura, las sedas de araña absorben grandes cantidades de energía mecánica antes de su fractura. Existen algunas variaciones de tenacidad según la especie; por ejemplo, desde 138 MJ m−3 para la seda ampulácea mayor de Deinopis espinosa hasta 164 MJ m−3 para la de Hyptiotes cavatus. Para la seda flageliforme (más deformable pero menos resistente) los valores oscilan entre 92 MJ m−3 y 206 MJ m−3, respectivamente.
Para destacar la importancia de estos valores merece la pena compararlos con los del Kevlar 49 (50 MJ m−3), el nailon (80 MJ m−3), la fibra de carbono (25 MJ m−3) o el acero (6 MJ m−3).

#### Récord de tenacidad

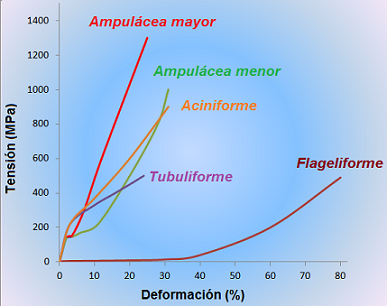
Variación de propiedades en función del tipo de glándula secretora. Curvas representativas de Tensión-Deformación para distintas sedas de la araña Argiope argentata (Fabricius, 1775)

Analizando diferentes sedas, científicos del Departamento de Biología de la Facultad de Ciencias Naturales de la Universidad de Puerto Rico en colaboración con científicos de Eslovenia y de EE. UU. encontraron que la seda ampulácea mayor de la araña "ladradora de Darwin" (una mala traducción de "bark Darwin spider", pues bark significa tanto ladrido como corteza, debido al aspecto del lomo de la araña) (Caerostris darwini) presentaba resistencias cercanas a 1,6 GPa con deformaciones a rotura en torno al 50%. Esto supone tenacidades medias de unos 350 MJ m-3, con algunas muestras presentando tenacidades de 500 MJ m−3 lo que supone de 8 a 10 veces superior al Kevlar.,

### Variación de propiedades con el tipo de seda (glándula secretora)
Como se ha comentado con anterioridad, las arañas más evolucionadas han desarrollado la capacidad de producir diferentes tipos de seda. Estas sedas las secretan diferentes glándulas y sus propiedades mecánicas difieren unas de otras., Así por ejemplo, como se muestra en la figura de la derecha, la seda flageliforme (empleada en las estructuras transversales a los radios) es mucho más deformable que la seda secretada por la glándula ampulácea mayor (empleada en los radios y marcos de las telarañas).

### Supercontracción
Otro fenómeno característico de las sedas es el de la supercontracción. Este término se refiere a que algunas sedas pueden contraerse hasta la mitad de su longitud inicial bajo ciertas condiciones de humedad.,,,

El índice de supercontracción, SC, se define como (L0-Lc)/L0, donde L0 es la longitud inicial extendida de la fibra y Lc es la longitud de la fibra supercontraída, sometida a humedad. No se ha identificado por completo la función biológica de la supercontracción, pero se piensa que puede servir para tensar la telaraña, de forma que se reorganice y se flexibilice, con la presencia del rocío del albor. , , Tras la supercontracción las fibras presentan propiedades mecánicas más características de elastómeros, con menor módulo de elasticidad y mayor extensibilidad.

### Comportamiento mecánico-dinámico-térmico
Los análisis mecánico-dinámico-térmicos de fibras de araña sometidas a oscilaciones tractoras sugieren que la seda ampulácea mayor mantiene un comportamiento típico de un polímero semicristalino, con 

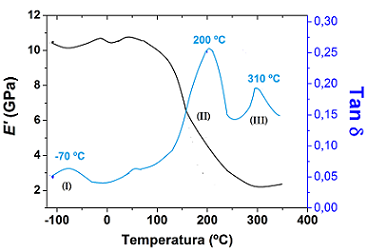
Termograma mecánico-dinámico-térmico representativo de una seda de ampulácea mayor de una araña Nephilia edulis, presentando la cúrva del módulo elástico (E´), en negro, y la curva de la tan(δ), en azul.

 dos transiciones fundamentales, una a baja temperatura (en torno a los -70 °C) y otra(s) a alta(s) temperatura (una en torno a 200 °C y otra en torno a 310 °C)., En la imagen se muestra un termograma representativo, indicando las transiciones observadas, más notorias en la función tan(δ). Se ha propuesto que estas transiciones se deben a:
(I) T ≈ -70 °C: Relajación de cadenas flexibles, como aquellas ricas en segmentos hidrocarbonados, y relajación de interacciones hidrocarbonadas.
(II) T ≈ 200 °C: Relajación de cadenas amorfas asociadas por puentes de hidrógeno y orientadas en la dirección de la fibra.
(III) T ≈ 310 °C: Disrupción de puentes de hidrógenos de las cadenas asociadas en forma de láminas-β.
Según estos datos la seda presentaría mayor tenacidad a temperaturas bajas, pero incluso a temperaturas tan altas como 200 °C mantendría un alto módulo debido a que las láminas β se mantienen aún intactas.
Estos datos se corresponderían con datos calorimétricos (mediante calorimetría diferencial de barrido y análisis termogravimétrico) realizados con sedas del género Micherecantha.  Mediante calorimetría diferencial estos datos mostraron varias endotermas. Una de ellas correspondiente a la humedad, en torno a 100 °C, y otra con inicio cercano a 200 °C, que se podría corresponder con la transición (II) descrita con anterioridad.  Asimismo, mediante análisis termogravimetrico en atmósfera de oxígeno se obtuvieron dos procesos degradativos diferenciados, uno a partir de 200 °C y otro en torno a los 400 °C, que se podrían corresponder con la desnaturalización de los polipéptidos correspondientes a las fases originarias de las transiciones (II) y (III), respectivamente.

## Biosíntesis
Las arañas producen sus sedas en las glándulas desarrolladas para tal fin situadas en la parte inferior de su abdomen (u opistosoma), donde además se encuentra parte de su aparato digestivo, el aparato genital, el corazón y los pulmones.

### Glándulas: estructura y fisiología
Mientras que las arañas menos evolucionadas presentan una única glándula productora de seda, las más evolucionadas presentan hasta siete diferenciables.,,, Las siguientes glándulas difieren morfológicamente e histológicamente: glándulas ampuláceas, glándulas aciniformes, glándulas tubuliformes, glándulas agregadas, glándulas piriformes y glándulas flageliformes (o coronatae). Cada una de las glándulas tiene un conducto que va a parar a una hilera por la cual pultruyen los hilos de seda a través de los husillos (o fúsulas).,, Generalmente cada araña dispone de tres pares de hileras,,  que producen distintos tipos de seda. Cada hilera tiene entre 120 y 150 husillos micrométricos por los que fluye la seda. La disposición de estas glándulas en la anatomía de la araña, su morfología y disposición en relación con las hileras se representa en la figura de la derecha.
Las glándulas de la seda tienen en la mayoría de los casos una forma que recuerda a la de un pimiento de Padrón o guindilla de Ibarra. Las glándulas consisten en todos los casos en una monocapa de células epiteliales. Estas biosintetizan las proteínas de la seda que secretan directamente al lumen en forma de pequeñas gotitas. La mayor parte de la biosíntesis de las proteínas de la seda tiene lugar en la "cola" de la glándula, o zona más inmersa en el abdomen, aunque también se biosintetizan pequeñas proporciones de proteína en zonas más próximas al saco, como se ha podido comprobar empleando alanina radiactiva como trazador.

### Formación del hilo
"¿Cómo sale el hilo del aparato hilador? 

¡Lástima que no pueda uno expresar en dos palabras 

lo que sus ojos han visto y contemplado cien veces!"
-Pelegrín Franganillo Balboa, en su manual de araneología "Las arañas" de 1917. (pag. 105, IX El Hilo de las Arañas).
La formación del hilo de araña ha sido y es un tema de intensa investigación científica y aún no completamente determinado, pues no es obvio cómo un material formado por polipéptidos de tan elevada masa molecular puede mantenerse disuelto en los sacos glandulares y pasar a través de los husillos a formar una fibra de semejantes propiedades mecánicas y difícilmente soluble. Los estudios revelan que las espidroínas (proteínas) de la seda se presentan disueltas en agua en altas concentraciones de hasta 30 o 50% en masa en los sacos glandulares con una estructura de tipo cristal líquido, con cierto orden estructural y con carácter no newtoniano. La relativamente menor dependencia de la viscosidad con respecto a la temperatura de los fluidos no newtonianos permite a la araña fabricar seda en diferentes horas del día (tanto con el frío matinal como con el calor del mediodía) y periodos estacionales. Una vez estimulada la formación del hilo y la descarga del saco, la disolución de espidroínas comenzaría a fluir por el conducto hacia las hileras donde las moléculas comenzarían a orientarse y a gelificar tanto por el efecto cizalla,, como por el descenso del pH del medio desde 6,9 hasta 6,3.

## Posibles aplicaciones
Gracias a sus excepcionales propiedades mecánicas (alta resistencia, alta deformabilidad, enorme tenacidad), además de su biocompatibilidad, el potencial de las fibras de seda de araña en diversos campos es notable. Sus fibras podrían emplearse en campos como la ingeniería de tejidos para la regeneración de órganos, tendones o ligamentos así como para suturas o compresas protectoras. También se ha propuesto que materiales con propiedades análogas a la seda de araña serían excepcionales para aplicaciones balísticas, bien con fines militares o defensivos (chalecos antibalas, materiales antideflagrantes, etc.) o bien para fines civiles como la creación de materiales de protección o elementos de seguridad vial (vallas, parachoques, etc.), debido a la gran capacidad de la seda de araña para absorber grandes cantidades de energía mecánica antes de su fractura.

## Vídeos
- La tela de araña introduce avances en biomedicina y automoción. Universidad Politécnica de Madrid.
- Científicos de la UCM descubren cómo las arañas hacen su tela (vídeo de RTVE). Universidad Complutense de Madrid.
- Científicos crean la 'piel' antibala. Investigación desarrollada por el Centro Médico Universitario de Leiden (Holanda).
- "The magnificence of spider silk" Archivado el 24 de enero de 2012 en Wayback Machine. (por Cheryl Hayashi). La científica habla de por qué se pasará el resto de su vida estudiando la seda de araña (en inglés con subtítulos en español).
- "El ataque de la Argiope lobata" Impresionante vídeo de una araña tigre inmovilizando a su presa segregando grandes cantidades de seda a toda velocidad. Joaquín Cid Leal (Sevilla). Asociación Española de Entomología.
- "Araña Tigre". Impresionante vídeo de una Argiope trifascita capturando e inmovilizando a una libélula. Joaquin Cid Leal (Sevilla). Asociación española de entomología.